# Новая Отрада
Новая Отрада (баш. Яңы Отрада) — деревня в Куюргазинском районе Республики Башкортостан Российской Федерации. Входит в состав Отрадинского сельсовета. 

## География

### Географическое положение
Расстояние до:
- районного центра (Ермолаево): 8 км,
- центра сельсовета (Старая Отрада): 7 км,
- ближайшей ж/д станции (Ермолаево): 8 км.

## История
В 2006 году объединён с посёлком станции Отрада Башкирская с сохранением статуса деревни и наименования Новая Отрада (Закон Республики Башкортостан от 21.06.2006 г. № 329-З «О внесении изменений в административно-территориальное устройство Республики Башкортостан в связи с образованием, объединением, упразднением и изменением статуса населенных пунктов, переносом административных центров», ст. 8).

## Население
| 2002 | 2009 | 2010 |
| ---- | ---- | ---- |
| 134  | ↘116 | ↗129 |

Национальный состав
Согласно переписи 2002 года, преобладающая национальность — русские (78 %).